# Gangart (Geologie)

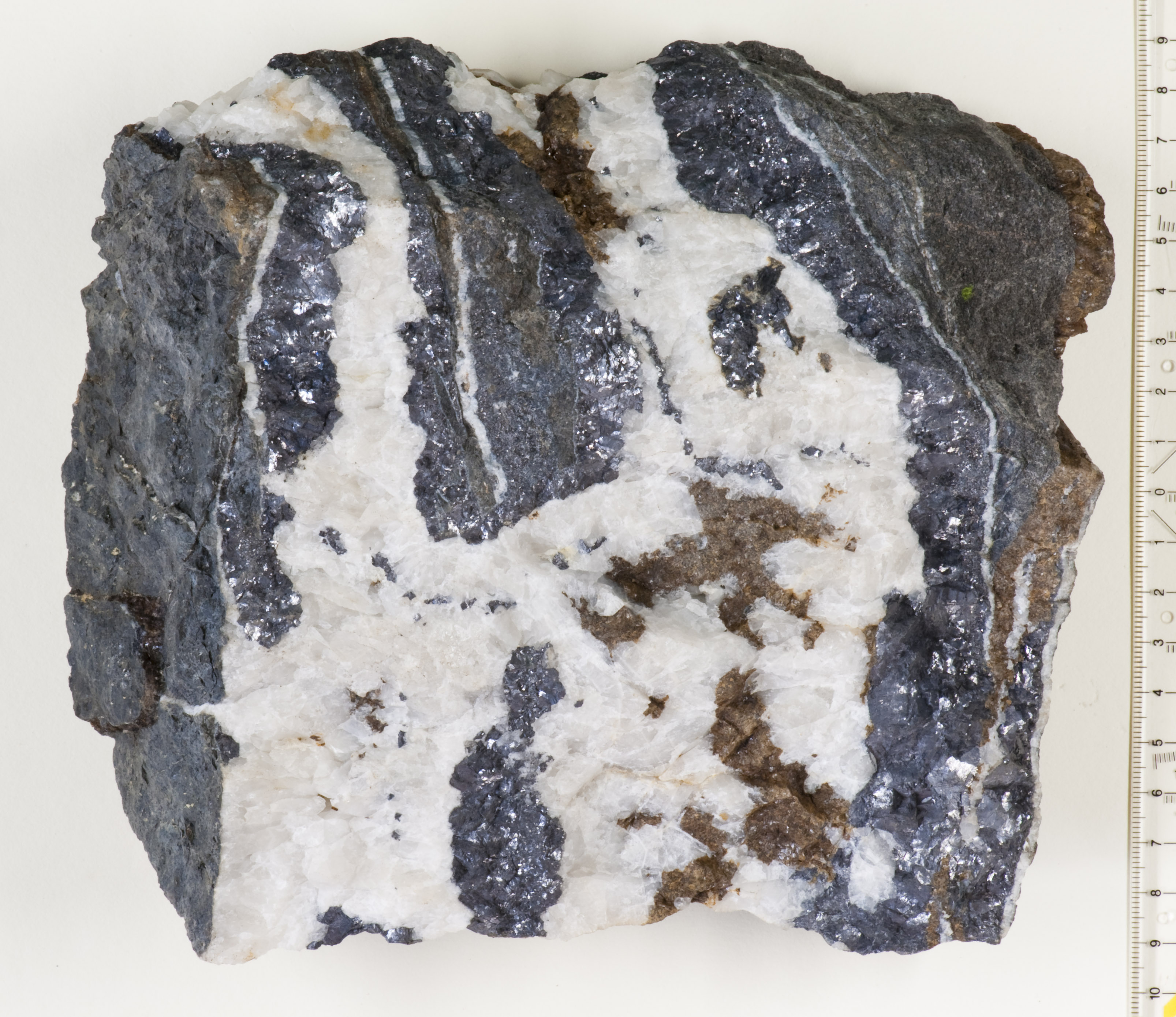
Banderz aus Bad Grund mit Bleiglanz (dunkelgrau) als Erzmineral und Calcit (weiß) als Gangartmineral. Siderit (braun) ist hier Gangart; in anderen Lagerstätten kann Siderit aber Erzmineral sein

Gangart ist die Bezeichnung für die Minerale sowie für diejenigen Gesteinsfragmente eines Erzes, die unter den jeweils spezifischen Rahmenbedingungen wertlos sind. Typische Gangartminerale sind Quarz, Calcit, Dolomit, Ankerit, Feldspäte und Glimmer.
Wie die Erzminerale, die Träger der jeweils abbauwürdigen Wertstoffe sind, ist die Gangart selbst Teil des Erzes. Gangartminerale sind meistens mit den Erzmineralen verwachsen. Die Erzminerale werden von den Gangartmineralen in Erzaufbereitungsanlagen getrennt, die die meisten Bergwerke haben. Dabei werden Erzkonzentrate  hergestellt. Die Aufbereitungsrückstände oder Tailings, die hauptsächlich aus Gangartmineralen bestehen, werden in Tailingsbecken gelagert.
Gangart ist nicht mit Abraum, Bergematerial, Scheidewerk, Nebengestein oder anderem tauben Gestein zu verwechseln, das abgetragen werden muss, um an das Erz selbst zu gelangen, und das nicht in der Erzaufbereitungsanlage aufbereitet wird, sondern, gegebenenfalls direkt, ohne Verarbeitung, in Halden aufgeschüttet wird.

## Wortherkunft
Der Begriff Gangart wird heute für alle Typen von Erzlagerstätten verwendet, hat aber seinen Ursprung in der Zeit, als fast nur Ganglagerstätten abgebaut wurden. In der Gangfüllung unterschieden die Bergleute zwischen metallischen Mineralen und Gangart. Gangart wurde im Deutschen Bergwörterbuch des Jahres 1870 wie folgt definiert:

„Gangart – jedes nicht metallische Mineral in der Ausfüllungsmasse eines Ganges, der Gangmasse.“

Der deutsche Begriff Gangart ist in andere Sprachen übergegangen, wie Gangue in Englisch und Französisch, Ganga in Spanisch, Italienisch und Portugiesisch.